# Stipa ventanicola
Stipa ventanicola är en gräsart som beskrevs av Cabrera och Maria Amelia Torres. Stipa ventanicola ingår i släktet fjädergrässläktet, och familjen gräs. Inga underarter finns listade i Catalogue of Life.